# Teatro musicale-drammatico accademico statale uzbeco Babur
Il Teatro musicale-drammatico accademico statale uzbeco Babur di Oš (in kirghiso Бабур атындагы Ош Мамлекеттик Академиялык өзбек музыкалуу драма театры?, Babur atındagı Oş Mamlekettik Akademiyalık özbek muzıkaluu drama teatrı) è il più antico teatro professionale del Kirghizistan e il secondo più antico dell'Asia centrale.

## Storia
Nel 1914, sotto la guida di Rahmonberdi Madazimov, insieme con l'insegnante della scuola nativa russa di Oš, Baltykhodzhoy Sultanov fondò un gruppo teatrale.
Nel 1918, sotto la guida di Rahmonberdi Madazimov con altri leader illuminati e gli insegnanti del distretto Oš Ibrohim Musaboev, Beknazar Nazarov, Zhurahon Zaynobiddinov, Nazirhon Kamolov, Abdurashid Eshonhonov, A.Saidov la prima volta in Kirghizistan è stata fondata da dilettante gruppo teatrale presso i vigili del concerto con sede presso il Consiglio militare rivoluzionario del Turkestan Fronte attori musulmani locali. Il primo direttore artistico della compagnia teatrale Madazimov Rahmonberdi è stato il primo fondatore e organizzatore del movimento teatrale in Kirghizistan. Nel 1919, un cerchio è stata costituita nel troupe dramma. In seguito aderito al gruppo di attori Abdukodir Iskhokov, Isroiljon Ismoilov, Jalil Sobitov. Questa società ha servito non solo per lo sviluppo dell'arte teatrale, ma anche lo sviluppo dell'arte musicale professionale nel sud del Kirghizistan. Il repertorio della compagnia, oltre a produzioni teatrali sono stati numerosi concerti, anche effettuato il trattamento di melodie popolari per l'accompagnamento musicale di spettacoli che hanno contribuito alla formazione di musicisti professionisti. In futuro, questa azienda è diventata la base per la creazione del Oš State Academic uzbeko Musica e Drama Theatre chiamato dopo Babur.
Teatro intitolato a Babur a Oš è il più antico teatro in Asia centrale, dopo il Drama Theatre uzbeko Accademico Nazionale intitolato a Hamza Tashkent (fondata rispettivamente 1913-27 febbraio 1914)

## I fondatori del teatro
1. Rakhmonberdi Madazimov (dal 1914)
2. Baltykhodja Sultanov
3. Beknazar Nazarov
4. Ibrohim Musabaev (in alcune fonti Ibrokhim Madazimov)
5. Jurakhon Zainobiddinov
6. Nazirhon Kamolov
7. Abdurashid Eshonhonov
8. A. Saidov
9. Urinboy Rakhmonov (dal 1927)
10. Jurakhon Rakhmonov